# Parallax (Greg Howe-album)
A Parallax Greg Howe 1995-ben megjelent szólólemeze, mely a Shrapnel Records gondozásában jelent meg. A felvételek Howe saját stúdiójában zajlottak, de a produceri teendőket is magára vállalta a gitáros. 
A korongon hallható szerzemények ismét a rock és a jazz fúziójában születtek, melyek tökéletes lehetőséget adtak Howe számára, hogy bemutassa szerteágazó technikai tudását.

## Számlista
Az összes dal szerzője Greg Howe. 
| 1.    | Howe 'Bout It | 5:31 |
| 2.    | Found Unwound | 5:39 |
| 3.    | Dance         | 5:00 |
| 4.    | Time Off      | 7:11 |
| 5.    | Joker's Wild  | 6:00 |
| 6.    | The Portrait  | 3:19 |
| 7.    | Bottom Line   | 4:59 |
| 8.    | On Sail       | 5:13 |
| 9.    | Roundhouse    | 3:59 |
| 46:51 |               |      |

## Közreműködők
- Greg Howe – gitár, billentyűs hangszerek, hangmérnök, producer
- Jon Doman – dob
- Kevin Soffera – dob (a 7. dalban)
- Andy Ramirez – basszusgitár
- Kenneth K. Lee, Jr. – maszter